# EPrix de Buenos Aires 2015
GP précédent GP suivant
L'ePrix de Buenos Aires 2015 (2015 FIA Formula E Buenos Aires ePrix), disputé le 10 janvier 2015 sur le circuit urbain de Puerto Madero, est la quatrième manche de l'histoire du championnat de Formule E FIA. Il s'agit de la première édition de l'ePrix de Buenos Aires comptant pour le championnat de Formule E et de la quatrième manche du championnat 2014-2015.

## Essais libres

### Première séance
| Pos. | Pilote          | Voiture         | Chrono         | Écart     |
| ---- | --------------- | --------------- | -------------- | --------- |
| 1    | Sébastien Buemi | e.dams-Renault  | 1 min 09 s 475 |           |
| 2    | Lucas di Grassi | Audi Sport ABT  | 1 min 09 s 831 | + 0 s 356 |
| 3    | Daniel Abt      | Audi Sport ABT  | 1 min 10 s 579 | + 1 s 104 |
| 4    | Karun Chandhok  | Mahindra Racing | 1 min 10 s 917 | + 1 s 442 |
| 5    | Nicolas Prost   | e.dams-Renault  | 1 min 11 s 605 | + 2 s 130 |
| 6    | Nelsinho Piquet | China Racing    | 1 min 11 s 952 | + 2 s 477 |

### Deuxième séance
| Pos. | Pilote                 | Voiture         | Chrono         | Écart     |
| ---- | ---------------------- | --------------- | -------------- | --------- |
| 1    | Sébastien Buemi        | e.dams-Renault  | 1 min 08 s 933 |           |
| 2    | Lucas di Grassi        | Audi Sport ABT  | 1 min 09 s 260 | + 0 s 327 |
| 3    | António Félix da Costa | Amlin Aguri     | 1 min 09 s 325 | + 0 s 392 |
| 4    | Daniel Abt             | Audi Sport ABT  | 1 min 09 s 640 | + 0 s 707 |
| 5    | Jean-Éric Vergne       | Andretti        | 1 min 09 s 837 | + 0 s 904 |
| 6    | Karun Chandhok         | Mahindra Racing | 1 min 10 s 015 | + 1 s 082 |

## Qualifications

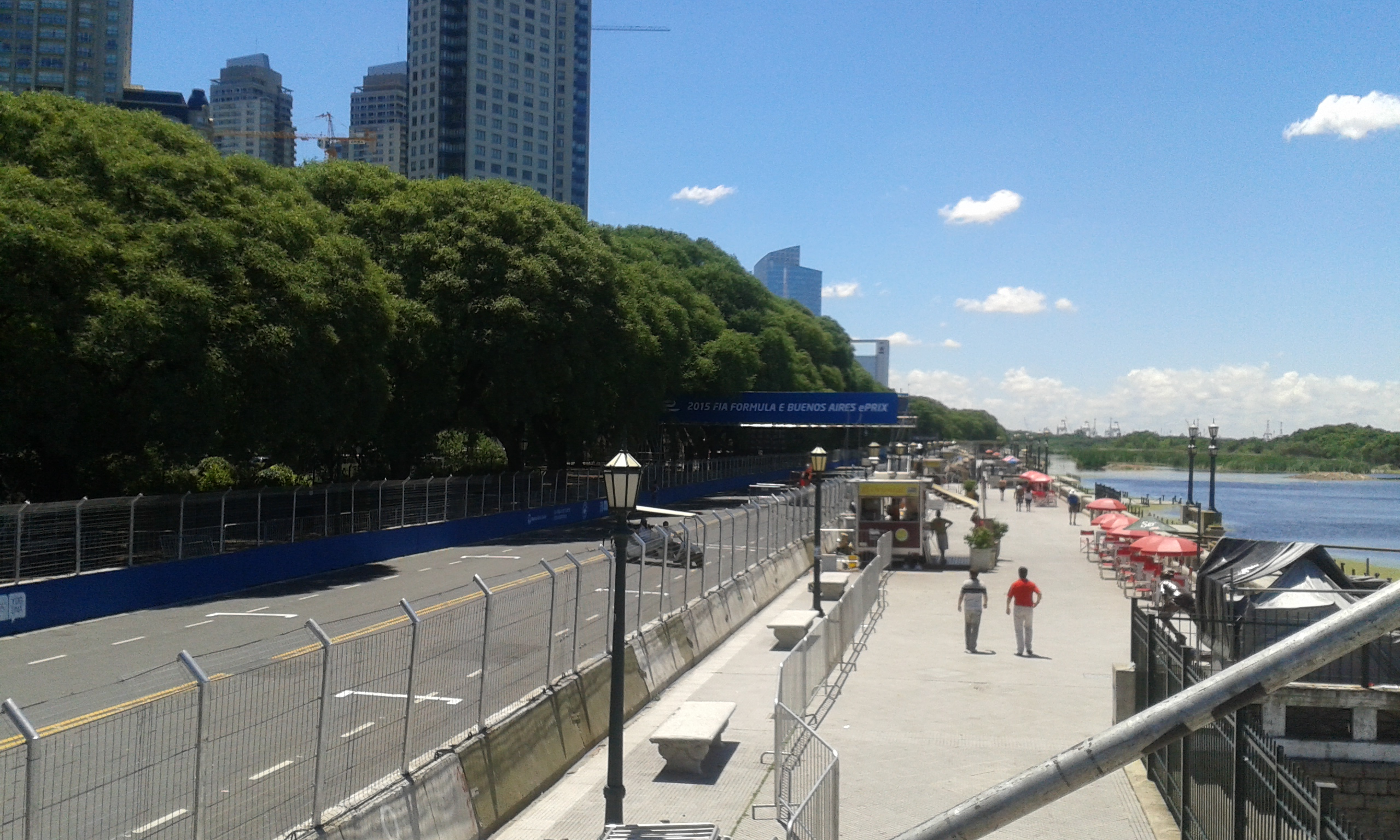
La ligne droite des stands du circuit urbain de Puerto Madero.

| Pos. | Pilote                 | Écurie          | Chrono         | Écart     | Grille |
| ---- | ---------------------- | --------------- | -------------- | --------- | ------ |
| 1    | Sébastien Buemi        | e.dams-Renault  | 1 min 09 s 134 |           | 1      |
| 2    | Jaime Alguersuari      | Virgin Racing   | 1 min 09 s 161 | + 0 s 027 | 2      |
| 3    | Nick Heidfeld          | Venturi         | 1 min 09 s 367 | + 0 s 233 | 3      |
| 4    | Sam Bird               | Virgin Racing   | 1 min 09 s 388 | + 0 s 254 | 4      |
| 5    | Lucas di Grassi        | Audi Sport ABT  | 1 min 09 s 521 | + 0 s 387 | 5      |
| 6    | Jean-Éric Vergne       | Andretti        | 1 min 09 s 527 | + 0 s 393 | 6      |
| 7    | Nicolas Prost          | e.dams-Renault  | 1 min 09 s 636 | + 0 s 502 | 7      |
| 8    | António Félix da Costa | Amlin Aguri     | 1 min 09 s 658 | + 0 s 524 | 8      |
| 9    | Nelsinho Piquet        | China Racing    | 1 min 09 s 742 | + 0 s 608 | 9      |
| 10   | Karun Chandhok         | Mahindra Racing | 1 min 09 s 875 | + 0 s 741 | 10     |
| 11   | Stéphane Sarrazin      | Venturi         | 1 min 10 s 165 | + 1 s 031 | 11     |
| 12   | Daniel Abt             | Audi Sport ABT  | 1 min 10 s 329 | + 1 s 195 | 12     |
| 13   | Oriol Servià           | Dragon Racing   | 1 min 10 s 588 | + 1 s 454 | 13     |
| 14   | Marco Andretti         | Andretti        | 1 min 10 s 713 | + 1 s 579 | 14     |
| 15   | Ho-Pin Tung            | China Racing    | 1 min 11 s 049 | + 1 s 915 | 15     |
| 16   | Salvador Durán         | Amlin Aguri     | 1 min 11 s 331 | + 2 s 197 | 16     |
| 17   | Michela Cerruti        | Trulli          | 1 min 11 s 785 | + 2 s 651 | 17     |
| 18   | Jérôme d'Ambrosio      | Dragon Racing   | 1 min 12 s 239 | + 3 s 105 | 18     |
| 19   | Bruno Senna            | Mahindra Racing | 1 min 13 s 209 | + 4 s 075 | 19     |
| 20   | Jarno Trulli           | Trulli          | Pas de temps   |           | 20     |

## Course

### Classement
| Pos. | no | Pilote                 | Écurie          | Tours | Temps/Abandon   | Grille | Points |
| ---- | -- | ---------------------- | --------------- | ----- | --------------- | ------ | ------ |
| 1    | 55 | António Félix da Costa | Amlin Aguri     | 35    | 48 min 52 s 100 | 8      | 25     |
| 2    | 8  | Nicolas Prost          | e.dams-Renault  | 35    | + 5 s 354       | 7      | 18     |
| 3    | 99 | Nelsinho Piquet        | China Racing    | 35    | + 8 s 552       | 9      | 15     |
| 4    | 3  | Jaime Alguersuari      | Virgin Racing   | 35    | + 11 s 148      | 2      | 12     |
| 5    | 21 | Bruno Senna            | Mahindra Racing | 35    | + 11 s 535      | 19     | 10     |
| 6    | 27 | Jean-Éric Vergne       | Andretti        | 35    | + 13 s 319      | 6      | 8      |
| 7    | 2  | Sam Bird               | Virgin Racing   | 35    | + 13 s 617      | 4      | 8      |
| Dsq. | 77 | Salvador Durán         | Amlin Aguri     | 35    | + 14 s 724      | 16     |        |
| 8    | 23 | Nick Heidfeld          | Venturi         | 35    | + 15 s 464      | 3      | 4      |
| 9    | 6  | Oriol Servià           | Dragon Racing   | 35    | + 19 s 334      | 13     | 2      |
| 10   | 30 | Stéphane Sarrazin      | Venturi         | 35    | + 28 s 973      | 11     | 1      |
| 11   | 88 | Ho-Pin Tung            | China Racing    | 35    | + 37 s 858      | 15     |        |
| 12   | 28 | Marco Andretti         | Andretti        | 34    | + 1 tour        | 14     |        |
| 13   | 66 | Daniel Abt             | Audi Sport ABT  | 34    | + 2 tours       | 12     |        |
| 14   | 7  | Jérôme d'Ambrosio      | Dragon Racing   | 33    | + 2 tours       | 18     |        |
| Abd. | 10 | Jarno Trulli           | Trulli          | 30    | Mécanique       | 20     |        |
| Abd. | 11 | Lucas di Grassi        | Audi Sport ABT  | 26    | Suspension      | 5      |        |
| Abd. | 9  | Sébastien Buemi        | e.dams-Renault  | 23    | Suspension      | 1      | 3      |
| Abd. | 18 | Michela Cerruti        | Trulli          | 20    | Mécanique       | 17     |        |
| Abd. | 5  | Karun Chandhok         | Mahindra Racing | 15    | Suspension      | 10     |        |

- Bruno Senna, Jean-Éric Vergne et Nick Heidfeld ont été désignés par un vote en ligne pour obtenir le fanboost, qui leur permet de bénéficier de 25 kW supplémentaires pendant cinq secondes lors de la course[5].
- Salvador Durán a été disqualifié pour avoir dépassé la limite de puissance électrique autorisée.

### Pole position et record du tour
La pole position et le meilleur tour en course rapportent respectivement 3 points et 2 points.
- Pole position :  Sébastien Buemi (e.dams-Renault) en 1 min 09 s 134.
- Meilleur tour en course :  Sam Bird (Virgin Racing) en 1 min 11 s 540 au 29e tour.

### Tours en tête
- Sébastien Buemi (e.dams-Renault) : 21 tours (1-21)
- Lucas di Grassi (Audi Sport ABT) : 5 tours (22-26)
- Nick Heidfeld (Venturi) : 8 tours (27-34)
- António Félix da Costa (Amlin Aguri) : 1 tour (35)

## Classements généraux à l'issue de la course
| Pos. | Pilote                 | Points |
| ---- | ---------------------- | ------ |
| 1    | Lucas di Grassi        | 58     |
| 2    | Sam Bird               | 48     |
| 3    | Sébastien Buemi        | 43     |
| 4    | Nicolas Prost          | 42     |
| 5    | Nelsinho Piquet        | 37     |
| 6    | António Félix da Costa | 29     |
| 7    | Jaime Alguersuari      | 26     |
| 8    | Jérôme d'Ambrosio      | 22     |
| 9    | Franck Montagny        | 18     |
| 10   | Karun Chandhok         | 18     |
| 11   | Bruno Senna            | 18     |
| 12   | Oriol Servià           | 16     |
| 13   | Jarno Trulli           | 12     |
| 14   | Charles Pic            | 12     |
| 15   | Jean-Éric Vergne       | 11     |
| 16   | Nick Heidfeld          | 5      |
| 17   | Daniel Abt             | 4      |
| 18   | Stéphane Sarrazin      | 3      |
| 19   | Takuma Satō            | 2      |

| Pos. | Écurie                 | Points |
| ---- | ---------------------- | ------ |
| 1    | e.dams-Renault         | 85     |
| 2    | Virgin Racing          | 74     |
| 3    | Audi Sport ABT         | 62     |
| 4    | Andretti Autosport     | 41     |
| 5    | Dragon Racing          | 38     |
| 6    | China Racing           | 37     |
| 7    | Mahindra Racing        | 36     |
| 8    | Amlin Aguri            | 31     |
| 9    | Trulli Formula E Team  | 12     |
| 10   | Venturi Formula E Team | 8      |